# KHL Medveščak Zagreb
KHL Medveščak Zagreb é um clube de hóquei no gelo profissional croata sediado em Zagreb. Eles são membros da Liga Continental de Hockey.

## História
Fundando originariamente em 1961, é o clube de maior sucesso de hóquei no gelo da Croácia.
Pelo projeto de expansão em 2013, adentraram na KHL. São membros da Liga Continental de Hockey desde a temporada 2013-2014.